# گرند رپیدز (میشیگان)
گرند رپیدز نام شهری در ایالت میشیگان آمریکا است.
این شهر بر روی رودخانه بزرگ میشیگان و در ۴۰ مایلی شرق دریاچه میشیگان قرار دارد. در ۲۰۰۹ منطقه شهری گرند رپیدز ۷۷۸۰۰۹ نفر جمعیت داشته‌است.